# Tzitzifiá
Tzitzifiá, en grec moderne : Τζιτζιφιά, est un village du dème de Kissamos, dans le district régional de La Canée, de la Crète, en Grèce. Selon le recensement de 1981, la population de Tzitzifiá comptait alors 31 habitants, et seulement 2 en 2011. Le village est situé à une altitude de 380 m.